# Суб Радице
Суб Ра̀дике (на латински: sub radice, в превод в подножието) е римска пътна станция – кръстопът на два древни пътя – Филипопол (Пловдив) – Троян – Мелта (Ловеч) – Сторгозия (Плевен) (през Троянския проход) и Сердика – Аугуста Аурелиана (дн. Златица) – Севтополис (дн. Казанлък) – Аугуста Траяна (дн. Стара Загора). Отбелязана е и на Пойтингерова карта (Tabula Peutingeriana).
Просъществувала през 1 – 5 век. Днес развалините ѝ се намират непосредствено до източния край на с. Христо Даново, общ. Карлово.
Този път имал важно стратегическо значение за римляните и бил поддържан до края на империята, след което във времето след Юстиниан I (527 – 565) той бил запуснат. Станцията, поради стратегическото си положение е отбелязана в Певтингеровата карта, под това си име, като преведено от латински името на станцията приблизително означава „Подпланинската (станция)“, а на билото на Стара планина се е намирала станцията „Монте Емно“, чието име преведено значи „(Станцията на) планината Хемус“, а от нея пътят е минавал през селището Состра (до дн. Троян) и отивал за станцията „Ad radice“ при Мелта, която се превежда като „Задпланинската (станция)“.